# Ameerega bilinguis
Ameerega bilinguis is een kikker uit de familie pijlgifkikkers (Dendrobatidae). De soort werd voor het eerst wetenschappelijk beschreven door Karl-Heinz Jungfer in 1989. Oorspronkelijk werd de wetenschappelijke naam Epipedobates bilinguis gebruikt.
De soort komt voor in delen van Zuid-Amerika en leeft in de landen Ecuador en Colombia.